# 亞歷山德里夫斯凱 (霍爾利夫卡區)
亞歷山德里夫斯凱（羅馬化：Oleksandrivske），是位於烏克蘭東部的鎮，由頓涅茨克州霍爾利夫卡區的武赫莱希尔斯克市镇負責管轄。該鎮距離頓涅茨克62公里，海拔高度217米，2013年人口1,609。